# USK Hof
Der USK Hof ist ein Sportverein aus Hof bei Salzburg im Bezirk Salzburg-Umgebung, Salzburg. Der Verein wurde am 26. Jänner 1956 gegründet, Die Frauenfußballabteilung 1999.
Die Frauenmannschaft spielt in der Salzburger Frauenliga, die der Fußball-Herren in der 1. Klasse Nord.

## Frauenfussball

### Geschichte
Die Frauenmannschaft wurde 1999 gegründet, stieg in der Saison 2000/01 in die damalige 2. Division Mitte ein und spielte von der Saison 2007/08 bis zur Saison 2010/11 in der höchsten Frauenliga Österreichs. Vor der Saison 2011/12 beschlossen die Hoferinnen eine Spielgemeinschaft mit dem FC Bergheim zu gründen, die bis zur Saison 2012/13 fixiert wurde. 2013 beendeten beide Vereine die Spielgemeinschaft und beim USK Hof wurde die 2. Frauenmannschaft, die schon vor der Spielgemeinschaft bestand, zur Kampfmannschaft, die ab der Saison 2013/14 in der Salzburger Frauenliga spielte.

### Titel und Erfolge
- 2 × Meister der 2. Liga Mitte: 2007, 2008
- 4 × Salzburger Meister: 2010, 2011, 2012, 2018